# August Hagedorn

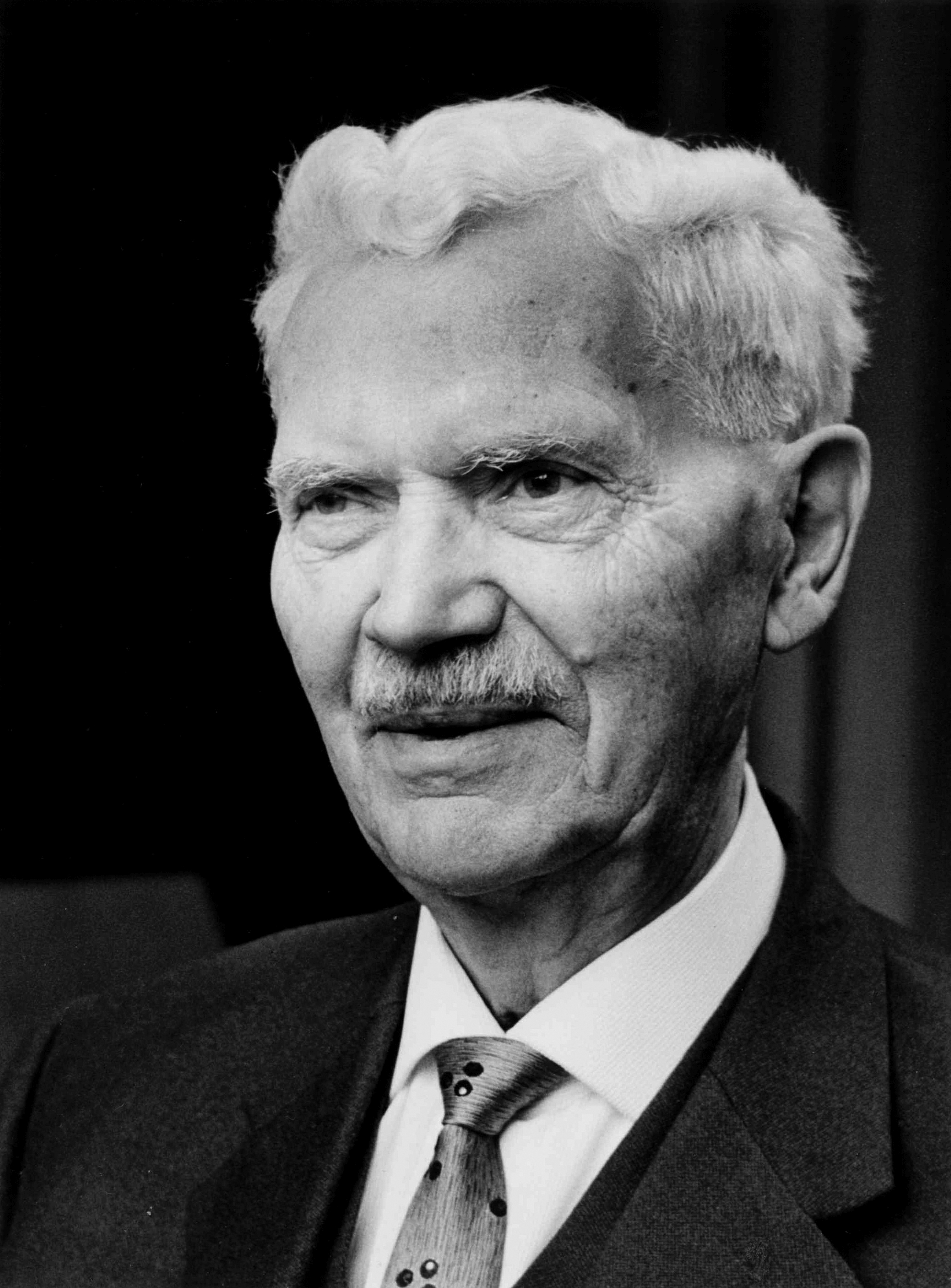
August Hagedorn (ca. 1965)

August Friedrich Hagedorn (* 2. August 1888 in Bremen; † 24. Dezember 1969 in Bremen) war SPD-Politiker und vom 30. Oktober 1946 bis zum 4. November 1966 Präsident der Bremischen Bürgerschaft.

## Biografie

### Ausbildung und Beruf
Hagedorn war der Sohn eines kinderreichen Bremischen Fuhrmanns. Er absolvierte eine kaufmännische Lehre und war danach ab 1906 Angestellter der Allgemeinen Ortskrankenkasse (AOK) in Bremen. Er war 1933 Revisionschef der AOK, als er aus politischen Gründen auf Druck der Nationalsozialisten entlassen wurde. Das Kündigungsschreiben erhielt er in der Gefängniszelle, wo er aus politischen Gründen in Schutzhaft saß. Von 1933 bis 1945 arbeitete er als Buchrevisor und als Steuerberater. Ab 1945 war er wieder für die AOK tätig und wurde 1948 deren Direktor.

### Politik
Hagedorn wurde 1910 Mitglied der SPD. Von 1917 bis 1922 gehörte er der USPD an und trat 1918/19 an führender Stelle für die Bremer Räterepublik ein, bis sich SPD und die USPD 1922 wieder vereinigten.
Hagedorn war von 1919 bis 1920 Mitglied der verfassungsgebenden Bremer Nationalversammlung und von 1922 bis 1933 Mitglied der Bremischen Bürgerschaft. Anfang 1933 wurde er von den Nationalsozialisten in der Bremer Zeit des Nationalsozialismus vorübergehend in Schutzhaft genommen und sein Bürgerschaftsmandat wurde aberkannt.
Nach dem Zweiten Weltkrieg war er seit dem 6. April 1946 wieder Mitglied der Bremischen Bürgerschaft. Er war kurzzeitig Vorsitzender der SPD-Fraktion in der Ernannten Bremischen Bürgerschaft.
Am 30. Oktober 1946 erfolgte seine Wahl zum Präsidenten der Bremischen Bürgerschaft. Bis 1966 nahm er dieses Amt – immer einstimmig wiedergewählt – wahr. Sein Nachfolger wurde am 9. November 1966 Hermann Engel (SPD).
Hagedorns großes „Ansehen gründete sich auf seine vermittelnde Toleranz“. Die Zeitungen schrieben u. a.: „Alle politischen Parteien, Fraktionen, Gruppen, schenkten ihm ihr ungeteiltes Vertrauen“. Die Abgeordneten nannten ihn „den guten und gerechten Vater der Bürgerschaft“. Er war trotz sehr hitziger Auseinandersetzungen der „ruhende Pol im Hohen Haus“.
Im Jahr 1947 war Hagedorn Mitglied im Parlamentarischen Rat beim Länderrat des amerikanischen Besatzungsgebietes. Im darauf folgenden Jahr war er bremischer Vertreter im Länderrat der Bizone, also der amerikanischen und der britischen Besatzungszone. Die Bürgerschaft wählte ihn 1949 und 1954 zum Mitglied der Bundesversammlung zur Wahl des Bundespräsidenten der Bundesrepublik Deutschland.

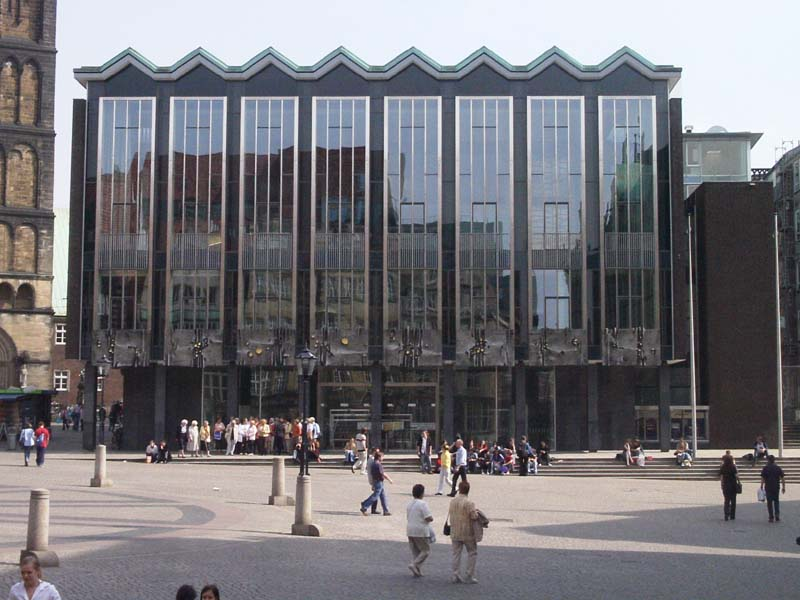
Haus der Bürgerschaft

Hagedorn war maßgeblich an der Gestaltung des nach Entwürfen von Wassili Luckhardt entstandenen, im Jahr 1966 eingeweihten Hauses der Bürgerschaft am Bremer Marktplatz beteiligt.
Hagedorn war seit dem 5. April 1911 mit Anna Marie geb. Niemeyer (1881–1965) verheiratet. Die Eheschließung fand in Hannover statt. August Hagedorn starb am 24. Dezember 1969 um 22:00 Uhr in der Roland-Klinik im Niedersachsendamm 72–74 in Bremen im Alter von 81 Jahren. Er wohnte zuletzt in der Delmestraße 112 in Bremen.
1969 wurde Hagedorn nach einem Staatsakt auf dem Riensberger Friedhof, Grablage EE 368/369, beerdigt. Der Weser-Kurier zitiert dazu: „Für seinen Nachfolger Hermann Engel ist August Hagedorn ‚wohl der bedeutendste der in der Geschichte der Bremischen Bürgerschaft seit 1948 amtierenden Präsidenten‘.“

## Ehrungen
- Er ist seit 1966 Ehrenbürger von Bremen.
- Nach ihm ist die August-Hagedorn-Allee in Bremen-Arsten benannt.

## Schriften
- Haus der Bürgerschaft am Markt zu Bremen. Bericht des Präsidenten der Bürgerschaft über die Errichtung des Hauses der Bürgerschaft an der Ostseite des Marktplatzes vom 25. Oktober 1961. Bremen 1961.